# ورساچه
ورساچه (به ایتالیایی: Versace) شرکت کالای لوکس و خانهٔ مد ایتالیایی است که در سال ۱۹۷۸ توسط جیانی ورساچه تأسیس شد. اولین بوتیک ورساچه در سال ۲۰۰۰ در شهر رجیو کالابریا راه‌اندازی گردید. امروزه برند ورساچه یکی از بزرگ‌ترین خانه‌های مد در جهان به‌شمار می‌رود.

## تاریخچه
جانی ورساچه در ۲ دسامبر ۱۹۴۶ میلادی در رجیو کالابریا زاده شد. پدر وی یک فروشنده و مادرش به طراحی و دوخت لباس می‌پرداخت. در نتیجه، از همان دوران کودکی جرقه‌های علاقه جیانی به طراحی لباس روشن شد.
جانی همه‌چیز در مورد خیاطی و دوختن لباس را خیلی زود از مادر خود آموخت و توانست به وسیله علاقه و ذوق ذاتی خود اولین لباس‌ها را طراحی کند و در مزون مادرش به فروش برساند. در سن ۱۸ سالگی، جیانی ورساچه فعالیت جدی خود در کارگاه کوچک مادرش را آغاز کرد. وی از ۲۲ سالگی یعنی زمانی که خیاطی محلی وی را برای طراحی یک مجموعه استخدام کرده بود، طراحی لباس را به صورت نیمه‌حرفه‌ای، آغاز نمود، ولی تا سن ۲۵ سالگی در زمینهٔ معماری تحصیل می‌کرد.
ورساچه اولین موفقیت خود را در سال ۱۹۷۱ نشان داد، که طرح‌هایی برای کلکسیون فیوری فیورنتینا، فرستاد. در سال ۱۹۷۲ و در ۲۶ سالگی، جیانی با انگیزه فراوان راهی میلان، پایتخت مد جهان شد، تا فعالیت حرفه‌ای خود را در آنجا ادامه دهد. پیش از آنکه برند ورساچه متولد شود، جیانی ورساچه در میلان برای چند شرکت دیگر مانند ماریو ولنتینو، کالاهان و کامپلیس به طراحی لباس پرداخت.
جیانی به همراه برادر بزرگتر خود سانتو در سال ۱۹۷۸ شرکت ورساچه را در میلان تأسیس کرد و اندکی بعد دوناتلا خواهر کوچکترشان نیز به آن‌ها پیوست. در اواسط سال ۱۹۷۸ ورساچه اولین بوتیک خود را نیز در شهر میلان به وسیله دلا اسپیگا افتتاح کرد و بلافاصله نخستین مجموعه لباس زنانه ورساچه در مارس ۱۹۷۸ و نخستین مجموعه لباس مردانه این شرکت در ماه سپتامبر همان سال به نمایش درآمد.
نخستین فعالیت‌های ورساچه در دنیای مد چندان اثر و بازتاب جهانی نداشت، اما این شرایط زمانی که ورساچه با «ریچارد اودون»، عکاس مشهور آمریکایی، ملاقات کرد، تغییر کرد. این ملاقات مسیر معرفی مجموعه‌های متمایز ورساچه روی جلد مجلات مطرح مد جهان را هموار کرد. ویژگی‌های منحصربه‌فرد و سبک خلاقانه و غنی ورساچه به تدریج جایگاه ویژه‌ای در میان دوستداران دنیای مد یافت.
خیلی زود طرفداران سبک ورساچه زیاد شدند، و بوتیک‌های دیگر به این نام در کشورهای مختلف شروع به کار کردند. او در سال ۱۹۸۲ موفق به دریافت جایزهٔ چشم طلایی به خاطر بهترین طراحی لباس زنانه در پاییز و زمستان شد.
در سال ۱۹۸۲، ورساچه مجموعهٔ مشهور لباس‌های فلزی دینامیک که بعدها به یک ویژگی کلاسیک در طراحی لباس‌های وی مبدل شد را معرفی کرد. در سال ۱۹۸۶، ورساچه مدال افتخار جمهوری ایتالیا را کسب کرد.
در سال ۱۹۸۵ ورساچه مارک Instante را در امپراتوری مد دنیا وارد کرد. این مارک مشابه سبک او در خیاطی و طراحی زنانهٔ سطح بالا، اما با هدف طراحی برای جوان‌ترها و افرادی که توانایی مالی کمتری دارند، ایجاد شده بود.
«پیراهن‌هایی برای اندیشیدن» نام نمایشگاهی بود که به کارهای پیشین ورساچه نگاه می‌کرد و در سال ۱۹۸۹ در میلان برگزار شد. در همان سال ورساچه نخستین مجموعهٔ طراحی زنانه سطح بالای خود را ارائه کرد.
در سال ۱۹۸۶ رئیس‌جمهور وقت ایتالیا لقب شوالیهٔ هنر را به جیانی ورساچه اهدا کرد. در سال ۱۹۹۱ کمپانی ورساچه ادکلن ورساچه را وارد بازار کرد. جیانی در سال ۱۹۹۳ جایزهٔ اسکار مد را به خود اختصاص داد و در سال ۱۹۹۵ به نیویورک رفت و اولین شعبهٔ ورساچه در ایالات متحدهٔ آمریکا را افتتاح کرد. در همین سال عنوان خلاق‌ترین طراح لباس را از منتقدان بلژیک به‌دست‌آورد.
طراحی لباس‌های ورساچه به نوعی بین ظرافت، جذابیت و هنر عامیانه حرکت می‌کرد. ویژگی‌های طراحی لوکس، رنگ‌هایی درخشان و جواهر مانند، خطوط صاف و جذابیت منحصربه‌فرد از عوامل شهرت برند ورساچه در دنیای مد بوده‌اند.
بر همین اساس، مشتری‌های ورساچه را افراد کاملاً متفاوتی تشکیل داده و می‌دهند که ستاره‌های موسیقی مانند مدونا و بون جووی تا هنرپیشه‌های شیک‌پوش هالیوودی را شامل می‌شوند. در حقیقت، ورساچه مد را از طریق ترکیب آن با راک اند رول، هنر و ستاره‌های مشهور مجدداً تعریف کرد. با ادغام دنیای مد و سرگرمی، نمایش‌های فصلی مد ورساچه شبیه کنسرت‌های راک و پاپ بودند.
دستمزد مدل‌های ورساچه مانند «نائومی کمپبل»، «سیندی کرافورد»، «کریستی ترلینگتون» و «لیندا اوانجلیستا» نیز به قدری بالا بود که نشریات و رسانه‌ها عنوان «سوپرمدل» را برای آن‌ها برگزیدند. ورساچه تحت تأثیر فیلم‌ها، هنر و تاریخ طراحی به ویژه اسطوره‌شناسی یونان باستان قرار داشت و دنیای مد را به صنعتی قدرتمند با محوریت ستاره‌های مشهور مبدل کرد، که تا به امروز نیز این روند ادامه دارد.
علاقه و شجاعت ورساچه در ارائهٔ طراحی‌های جدید با گذشت زمان شکوفاتر شد و در سال ۱۹۸۹ وی برای نخستین بار مجموعه‌ای را برای «اوت کوتور» طراحی کرد. جیانی در همان سال لباس‌های اپرای سان فرانسیسکو را طراحی کرد. طراحی لباس برای اپرا و باله از علاقه‌مندی‌های جانبی ورساچه محسوب می‌شد.
جیانی ورساچه در ۱۵ ژوئیهٔ ۱۹۹۷ هنگامی که از پیاده‌روی صبحگاهی به خانهٔ خود در میامی آمریکا بازمی‌گشت مورد اصابت گلوله‌های شلیک شده از تفنگ «اندرو کونانان» قرار گرفت و روی پله‌های مقابل خانهٔ خود کشته شد. به گفتهٔ کارشناسان، امپراتوری ورساچه در آن دوران در نقطهٔ اوج خود قرار داشت.
در شرایطی که تنها ۱۹ سال از تأسیس ورساچه می‌گذشت، این شرکت در زمینهٔ تولید پوشاک مردانه، زنانه و بچگانه و همچنین تولید کیف، کفش، جواهرات گران‌قیمت، عطر و لوازم خانگی فعال بود. پس از مرگ جیانی، خواهر وی دوناتلا هدایت ورساچه را بر عهده گرفت و تا به امروز نام این شرکت را همچنان در میان برترین برندهای جهان حفظ کرده است.
وی در زادروز ۱۸ سالگی خواهرزاده‌اش، نیمی از سهام متعلق به خود را به او واگذار کرد و پس از مرگش نیز شرکت ورساچه به مالکیت برادر، خواهر و خواهرزاده‌اش درآمد.

## شراکت و همکاری‌ها

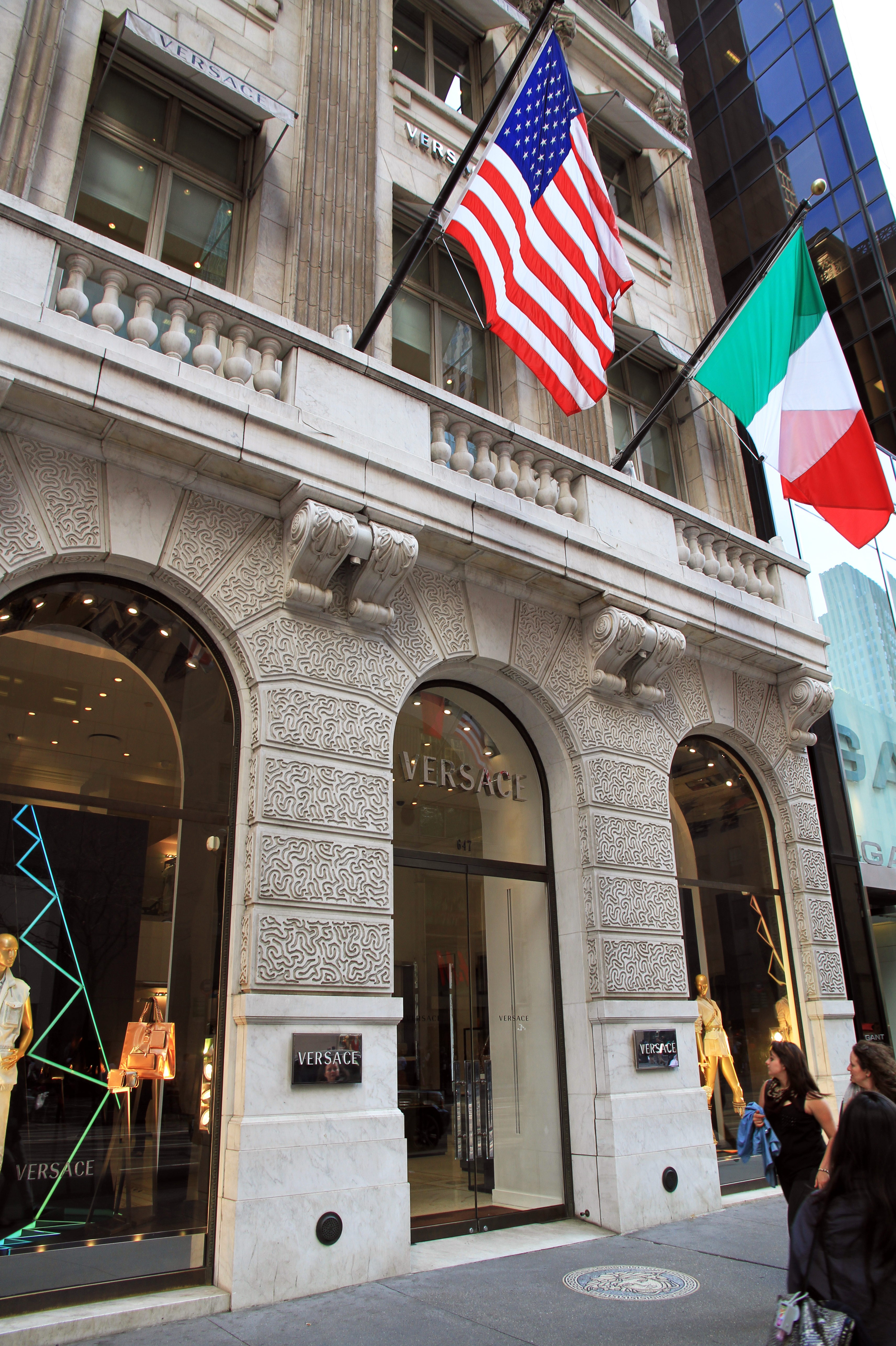
شعبه‌ای در خیابان پنجم نیویورک در سال ۲۰۱۳ که به‌صورت همزمان هم پرچم آمریکا و هم پرچم ایتالیا نصب شده

- در سال ۲۰۰۶ ورساچه در همکاری با لامبورگینی اقدام به ساخت خودروی لامبورگینی مورسیه‌لاگو مدل LP640 VERSACE نمود. در این همکاری طراحی بخش داخلی خودرو به ورساچه سپرده شد. حاشیهٔ لوگوی ورساچه به عنوان نماد آن‌ها در این طراحی به وضوح به چشم می‌خورد. تنها ۱۰ عدد از این خودرو طراحی و در سال ۲۰۰۸ در رنگ‌های سفید و مشکی عرضه شد.
- این شرکت با آگوستا وستلند یک شرکت تولید بالگرد در ایتالیا برای ساخت بالگرد مجلل مدل «AW109 Grand Versace VIP» همکاری نمود. ورساچه طراحی چرم داخلی این بالگرد و همچنین طراحی (هنری) خارجی آن را بر عهده گرفت. لوگوی این شرکت همانند لامبورگینی در بخش‌های مختلف محصول جدید ثبت شده‌بود.
- در سال ۲۰۱۵ ورساچه و دیگر غول عرصهٔ مد اچ اند ام دست به دست هم داده و مجموعه‌ای با مشارکت همدیگر تولید کردند که در فروشگاه‌های اچ اند ام به فروش رسید و شامل پوشاک مردانه و زنانه و اقلام خانگی مانند بالش و پتو می‌شد.[۲] این مشارکت سود فراوانی برای ورساچه به ارمغان آورد.
- در همین سال ورساچه و شرکت چینی مایند گروپ (Mind Group) اقدام به ساخت برج و اقامتگاه مجلل «Versace Residencies» کردند.
- در سال ۲۰۱۵، ورساچه با رقصنده لیل باک همکاری کرد و کفش‌های کتانی تولید کردند.[۳]
- در سال ۲۰۱۵، دُناتلا ورساچه در کمپین ژیوانشی ریکاردو تیشی حضور داشت.[۴]
- در سال ۲۰۱۸، رونی فیگ و دناتلا ورساچه مجموعهٔ کیث x ورساچه را معرفی کردند.[۵]
- در سال ۲۰۱۹، ورساچه با ترکیش ایرلاینز برای ارائهٔ کیت‌های رفاهی به مسافران کلاس تجاری در پروازهای طولانی‌مدت همکاری کرد. این کیت‌ها در کیف‌های مردانه و زنانه با مدل‌های مجزا عرضه می‌شدند و دارای خط تولید مردانهٔ Versace Eros و محصولات زنانهٔ Versace Eros pour Femme بودند.[۶]
- کالکشن پاییز ۲۰۱۹ مردانهٔ ورساچه چندین آیتم با لوگوی شرکت خودروسازی فورد را به نمایش گذاشت. به گفتهٔ خانه مد، این دو شرکت با هم متحد شدند تا «هیجان خرید نخستین خودروی شما» را هدایت کنند.[۷]
- در سپتامبر ۲۰۲۱، ورساچه یک نمایش مد مشترک با فندی با عنوان "The Swap(تبادل)"،[۸] شامل دو مجموعه ارائه کرد: دیدگاه فندی برای ورساچه و دیدگاه ورساچه برای فندی.[۹] این نخستین باری بود که دو مدیر هنری برندها در گروه‌های مد مختلف، مجموعه‌هایی را برای یکدیگر طراحی کردند.[۱۰]
- در سال ۲۰۲۱، ورساچه برای جشن گرفتن دهمین سالگرد آلبوم موسیقی اینگونه زاده شده‌ام، با لیدی گاگا همکاری کرد که عواید حاصل از آن به نفع بنیاد اینگونه زاده شده‌ام بود.[۱۱]
- در سال ۲۰۲۳، ورساچه و دوآ لیپا برای تولید یک مجموعهٔ زنانه به نام «La Vacanza» که شامل طرح‌های الهام‌گرفته از لباس‌های ساحلی است، همکاری کردند.[۱۲][۱۳] این مجموعه قرار بود در ۲۳ مه ۲۰۲۳ در جشنوارهٔ فیلم کن رونمایی و ارائه شود و بلافاصله پس از جشنواره برای تحویل در دسترس باشد.[۱۴]

## دیگر فعالیت‌ها

### طراحی داخلی
ورساچه یکی از نخستین خانه‌های مد بود که در سال ۱۹۹۲ دکوراسیون داخلی خانه را آغاز کرد. این پروژه ابتدا بر روی منسوجات و بعداً بر مجموعه ظروف چینی متمرکز بود. ورساچه در سال ۲۰۲۰ با گروه طراحی لایف استایل، بخش طراحی خانهٔ ایتالیایی گروه هاورث، برای تولید و توزیع مبلمان خانگی ورساچه، قرارداد بست.

### پالاتزو ورساچه
سهیل عابدیان، از گروه سانلند، در سال ۱۹۹۷ با ورساچه تماس گرفت و پیشنهاد ساخت یک هتل مجلل برای برند ورساچه را داد. نخستین پالاتزو ورساچه در ۱۵ سپتامبر ۲۰۰۰ در گلد کوست استرالیا افتتاح شد. این هتل در دسامبر ۲۰۱۲ به یک کنسرسیوم چینی فروخته شد.
دومین پالاتزو ورساچه، پالاتزو ورساچه دبی، در دسامبر ۲۰۱۵ تکمیل شد و در ساحل نهر دبی واقع شده است. پالازوی سوم، پالاتزو ورساچه ماکائو، به‌عنوان بخشی از مشارکت با بزرگ‌ترین اپراتور کازینوی ماکائو SJM Holdings در دست ساخت است. هتل‌های پالاتزو ورساچه نخستین هتل‌های دارای مارک مد در جهان هستند.

### املاک
در سال ۲۰۱۵، ورساچه با گروه مایند همکاری کرد. این شرکت‌ها برج‌های مسکونی لوکسی را در چین به‌نام مجتمع‌های مسکونی ورساچه طراحی کردند. هدف سازندگان این مجتمع‌ها، ترکیب عناصر خانهٔ لوکس ورساچه با عناصر فرهنگ سنتی چین بود. در سال ۲۰۱۵ نیز، ورساچه با گروه ABIL در هند برای توسعهٔ یک پروژهٔ مسکونی لوکس دیگر، واقع در بمبئی جنوبی، شریک شد.

### ساعت و جواهرات
در سال ۲۰۰۴، ورساچه، شرکت تابعهٔ ساعت سوئیسی خود، Versace SA را به قیمتی نامشخص به تایمکس فروخت. این شرکت تابعه به Vertime SA تغییر نام داد و در ابتدا دارای مجوزی هشت ساله برای تولید ساعت، جواهرات و نوشت‌افزار با برند ورساچه بود.

### عینک
از سال ۲۰۰۳، ورساچه مجوز توسعه، تولید و توزیع جهانی عینک آفتابی و فریم‌های طبی را تحت نام تجاری ورساچه به لوکساتیکا داده است.

## سهام‌داران
جیانی ورساچه تا زمان مرگش، خود سمت رهبری این شرکت را برعهده داشت. دوناتلا، خواهر او نایب رئیس شرکت و همچنین مسئول روش‌های توزیع و پخش ورساچه بود.
سانتو ورساچه، برادر جیانی، به همراه دوست هم دانشگاهی خود، کلودیا لوتی، شرکت مرکزی ورساچه را اداره می‌کرد. انتظار می‌رفت که این شرکت در نیمه سال ۱۹۹۸ عمومی شود؛ بنابراین جیانی ورساچه، اندکی پیش از مرگش، شروع به بازسازی سازمان شرکت کرد. برنامه‌ریزی شده بود که ۲۵ تا ۳۰ درصد دارایی شرکت به بورس سهام واگذار شود. جیانی ورساچه مالک ۴۵ درصد، دوناتلا ۲۰ درصد و سانتو ورساچه مالک ۳۵ درصد از سهام شرکت بودند.
دُناتلا اکنون یکی از طراحان ثروتمند و برجسته جهانی و در حال حاضر نایب رئیس گروه ورساچه و رئیس طراحان شعبه مد ورساچه است.

## نگارخانه

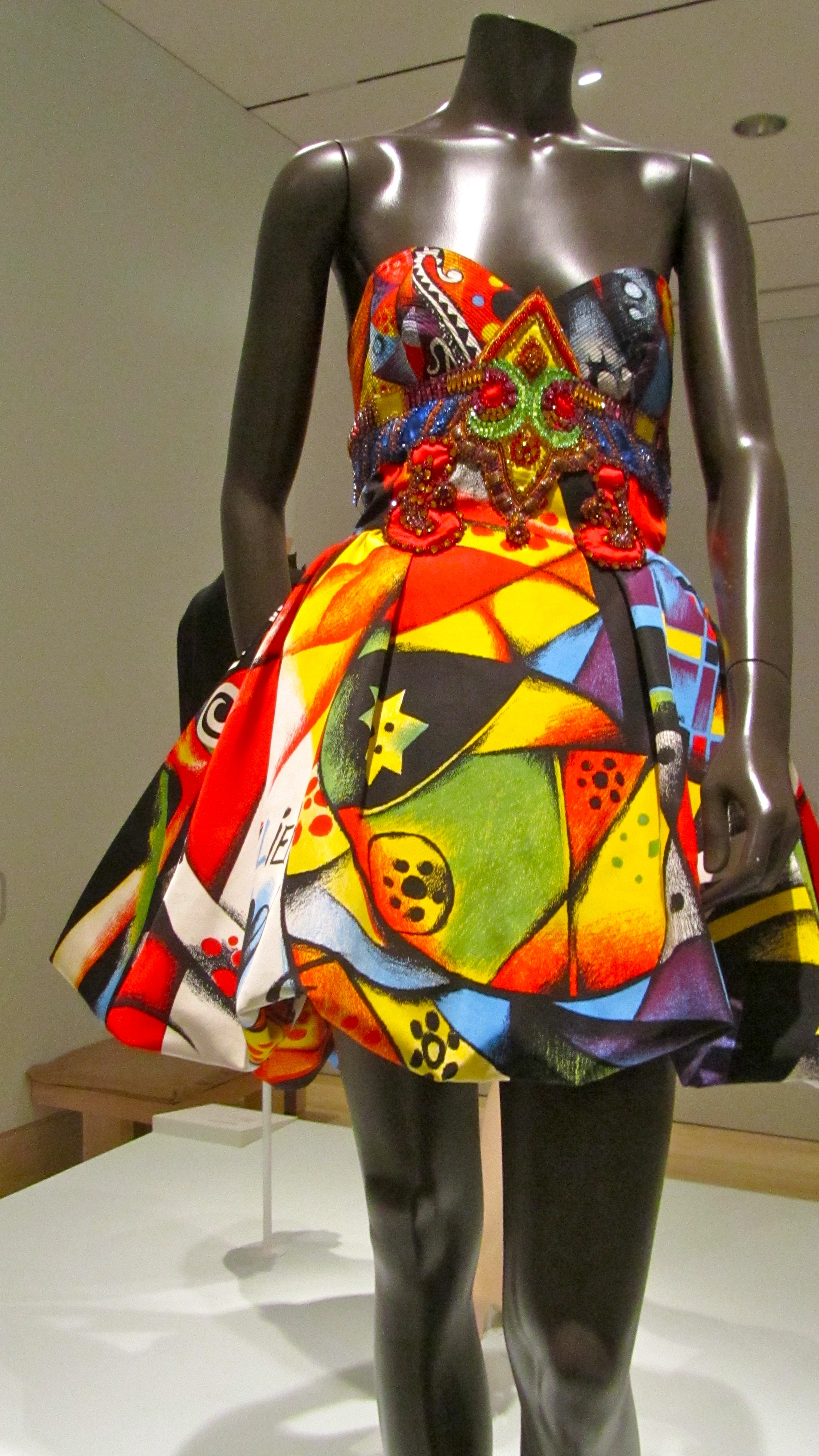
طرح جیانی ورساچه در رنگ های پررنگ مشخص
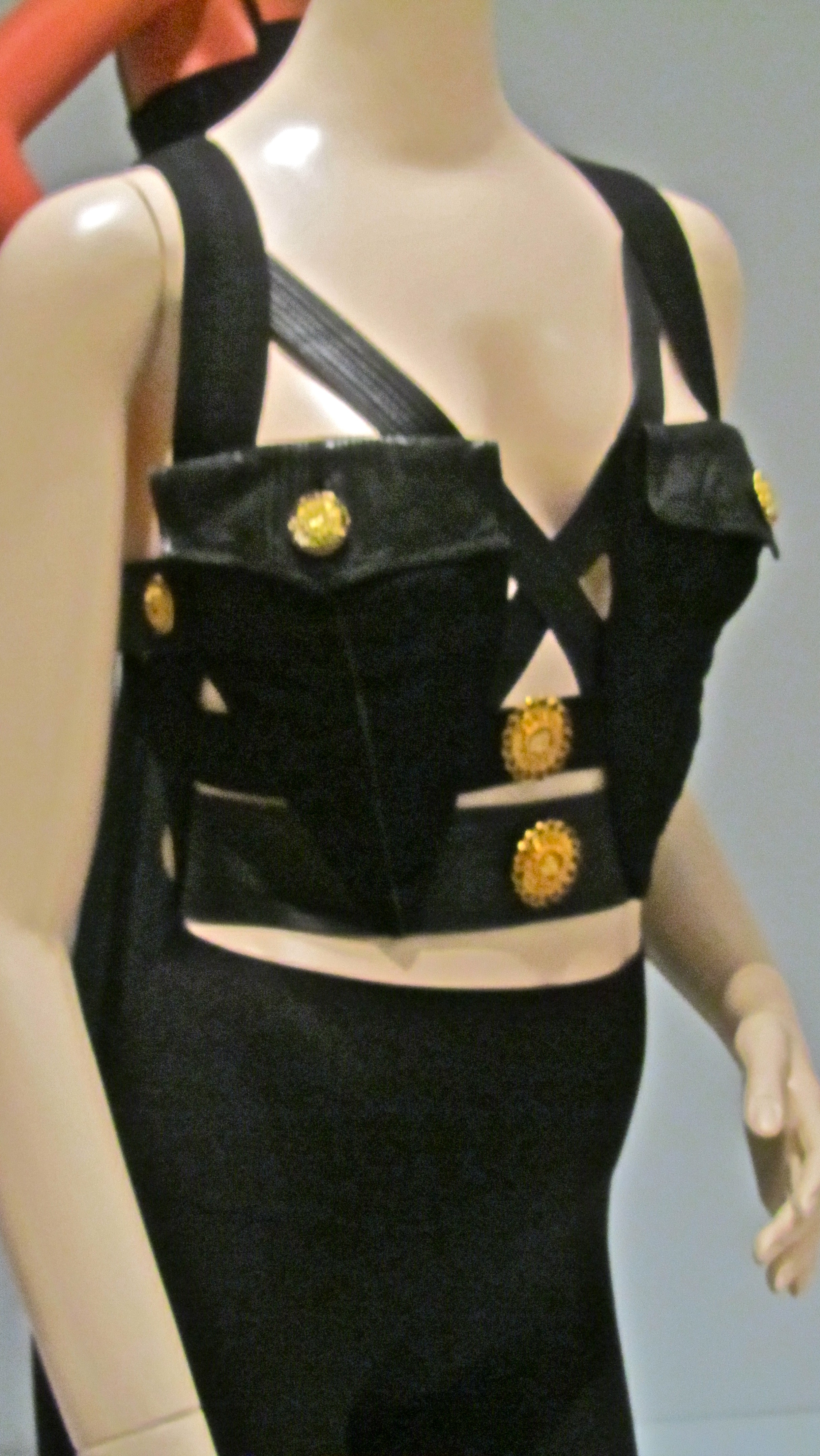
یک تاپ کرست ورساچه، شبیه به لباس‌های بحث‌برانگیز با تم چرمی که توسط ورساچه در اوایل دهه 1990 ساخته شد.
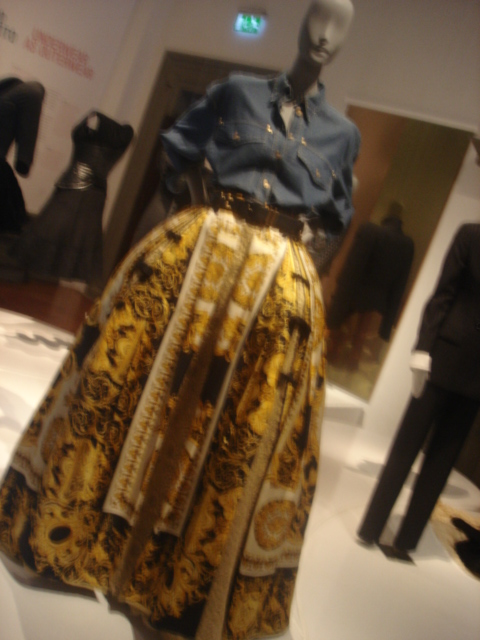
طرح جیانی ورساچه در موزه فلورانس ایتالیا در سال 2007 به نمایش گذاشته شد.